# Deltarune
Deltarune est un jeu vidéo de rôle indépendant développé par Toby Fox.
Diffusé sous forme de chapitres séparés, le premier d'entre eux sort sur Microsoft Windows et macOS le 31 octobre 2018. Par la suite, des versions Nintendo Switch et PlayStation 4 sont sortis le 28 février 2019. Le deuxième chapitre est sorti le 17 septembre 2021, suivi des troisième et quatrième chapitres, le 5 juin 2025.
Dans un premier temps perçu comme étant une suite au jeu Undertale, sorti par le même développeur en 2015, Deltarune se déroule cependant dans un cadre et un monde différent de celui-ci malgré des similitudes (notamment le fait que "Deltarune" est un anagramme de "Undertale"), en faisant ainsi un dérivé voire une suite spirituelle. Cependant, des liens plus que des ressemblances existent entre les deux univers, nombreux sont les joueurs qui théorisent à ce sujet, ces deux jeux s'amusant beaucoup avec la notion de 4ème mur, adoptant parfois un caractère méta.
Adoptant un gameplay similaire à celui d'Undertale, le jeu mélange des phases de jeu de rôle en tour par tour, de bullet hell ou de visual novel.
Le joueur y contrôle un(e) adolescent(e) humain(e), du nom de Kris, qui vit avec des monstres à la surface de la Terre. Notre protagoniste, en compagnie d'une camarade de classe nommée Susie, finissent par tomber dans le Dark World (« monde des ténèbres ») où ils/elles sont chargé(e)s, en compagnie d'un "prince des ténèbres" nommé Ralsei, d'accomplir une prophétie afin de rétablir l'équilibre dans ce monde en refermant un geyser d'énergie sombre. Il est alors possible d'interagir avec les créatures vivant dans ces mondes, qui peuvent s'averer être des alliés, des ennemis ou tout simplement neutres a notre égard. Les combats se déroulent suivant un système mêlant tour par tour où le joueur doit éviter des projectiles envoyés par les monstres rencontrés, et a ensuite la possibilité d'attaquer son adversaire pour le vaincre, ou de l'épargner en réalisant certaines actions ou en dialoguant avec lui.

## Scénario

### Chapitre 1 - Le Commencement (The Beginning)
En début de partie, le joueur est invité à se construire un avatar personnel. Cependant, une fois celui-ci terminé, il est immédiatement supprimé tandis que le message « Personne ne peut choisir qui il est dans ce monde » est affiché.
Le joueur incarne ainsi un personnage nommé Kris, un(e) humain(e) de genre neutre (ayant toujours les proportions données par le joueur) vivant avec sa mère adoptive Toriel, une monstre. Celle-ci l'amène alors à l'école, où il/elle est rapidement envoyé(e) chercher de la craie en compagnie de Susie, une monstre délinquante de la même classe. Après être entré(e)s dans une remise qui semble "cassée", sans mur, le sol se dérobe sous leurs pieds, les faisant tomber dans le vide.
Susie et Kris atterrissent alors dans un monde qu'ils appellent le Dark World (« monde des ténèbres »), ils/elles arrivent dans une ville où ils/elles rencontrent Ralsei, un mage autoproclamé « prince des ténèbres », qui leur fait part d'une prophétie les destinant à rétablir l'équilibre du monde souterrain qui a sombré dans les ténèbres à la suite de l'ouverture d'un geyser d'énergie sombre. Ils devront également faire face au Roi de Pique, qui règne en maître sur ce monde et cherche à en répandre les ténèbres. Susie refuse cependant de prendre part à cette équipe, souhaitant uniquement trouver une sortie vers son monde d'origine. Mais ils/elles sont soudainement attaqués par Lancer, fils du roi, qui tente de les vaincre à plusieurs reprises, sans succès. Lui et Susie finissent par s'allier et deviennent amis, abandonnant temporairement Kris et Ralsei avant de finalement se rallier à eux.
À l'approche du château du roi, Lancer abandonne le reste de l'équipe et les amène à l'entrée du château, où ils sont livrés aux soldats royaux et promptement emprisonnés dans le donjon. Susie parvient à s'en enfuir et retrouve Lancer, qui explique qu'il voulait éviter que Susie et le Roi ne s'affrontent. Après lui avoir promis de ne pas faire du mal au Roi, elle libère Kris et Ralsei et les trois partent au sommet du château où le Roi les affronte. Au bout d'un moment, celui-ci, épuisé, fait mine d'abandonner le combat tandis que Ralsei le soigne par pitié. Immédiatement après, il neutralise l'équipe et menace de les exécuter. À ce moment-là, si le joueur est resté pacifique tout au long de l'aventure, Lancer arrive pour détrôner son père et prendre sa place avec l'aide des soldats royaux. Si ce n'est pas le cas, Susie endort simplement le Roi avec un sortilège magique de Ralsei.
Le boss secret de ce chapitre se nomme Jevil. Le joueur doit trouver trois morceaux de clé dans le royaume afin d’ouvrir sa prison qui se situe dans le château. Jevil proclame qu’il est le seul libre de ce monde car dans cette prison, il peut tout faire. Le thème de la liberté est essentiel chez les boss secrets, leur leitmotiv musical associé est d’ailleurs surnommé par les joueurs « freedom leitmotif ».
Après ce combat, Kris et Susie atteignent le geyser ténébreux et le ferme, amenant les deux à retrouver leur monde d'origine. Ils/elles se séparent dans la foulée, Susie suggérant à Kris de retourner dans le monde souterrain très prochainement. Le joueur peut alors explorer la ville avant d'envoyer Kris se coucher.
La nuit tombée, Kris, sans action quelconque du joueur, tremble violemment dans son lit avant de tomber au sol et de marcher lentement vers le centre de la pièce. Il/elle arrache alors l'âme de son propre corps (représentée dans le jeu par le cœur) et l'enferme dans une cage d'oiseau (on peut seulement bouger l'âme). Après cela, il/elle sort un couteau et se tourne en direction du joueur, révélant un sourire effrayant tandis que son œil droit brille d'une couleur rouge. De nombreuses personnes ont vu là une référence au personnage de Chara du jeu Undertale, voire même la confirmation qu'il s'agit du même personnage selon certains.

### Chapitre 2 - Un cyber-monde (A Cyber World)
Au réveil, le joueur découvre que Kris a utilisé le couteau pour couper et manger la tarte que Toriel a faite la veille. Kris et Susie retournent à l'école et découvrent que toute la ville a perdu le service Internet pour une raison quelconque. Afin de confirmer que les événements de la veille étaient bien réels, ils/elles retournent dans le placard et découvrent que Le Monde Des Ténèbres existe vraiment puis sautent ensuite dans ce dernier qui lie leur monde au Dark World et retrouvent ainsi Ralsei.
Après avoir reçu l'ordre de faire leur projet scolaire par Ralsei, Kris et Susie partent à la bibliothèque de la ville pour rencontrer leurs camarades de classe, Noelle et Berdly pour le dit projet. Ils/elles découvrent qu'un autre monde des ténèbres s'est formé au sein de la salle d'informatique de la bibliothèque, qui est dirigé par la reine robotique, appelée "Queen". Queen kidnappe Noelle avec l'intention de la transformer en prochain "Chevalier", un être capable de créer des Fontaines Sombres. Berdly se range du côté de Queen dans le but de créer un monde parfait où lui et Noelle pourront être les plus intelligents.

#### Route Normale / Neutre / Pacifiste
Kris, Susie et Ralsei doivent combattre Berdly afin de se rapprocher de la fontaine sombre. Peu de temps après l'avoir vaincu, ils se séparent en trouvant un carrefour, l'équipe décide de se séparer, laissant Kris seul(e). Après quelque temps, Kris trouve Noelle se cachant de Queen, qui elle-même se cache ensuite de Berdly. Kris fait croire d'aider Queen et Berdly, tout en protégeant Noelle, en l'aidant à se rendre à la fontaine sombre. Kris, Susie, Ralsei et Noelle se réunissent à nouveau et sont capturés par Queen. Kris et Susie sont mis de force dans des cellules, Ralsei est obligé de devenir majordome et Noelle est gardée séparément afin que Queen la convainque de devenir chevalier. Kris et Susie parviennent à échapper à l'emprisonnement grâce à l'aide de Lancer, qui lui était dans la poche de Kris.
Au cours de leur évasion, ils trouvent Berdly, réalisant maintenant à quel point il était égoïste. Berdly élabore un plan sur la façon de sauver Noelle et de vaincre Queen, son plan échoue finalement et il est contrôlé par Queen et forcé à obéir à ses ordres tandis que Noelle est à nouveau emprisonnée après un court moment de liberté avec Susie.
Kris, Susie et Ralsei combattent Queen et échappent de justesse à la défaite après que Noelle se soit dressée contre elle, et lui fait comprendre que Noelle ne veut pas être son pion, elle renonce à essayer de créer plus de fontaines sombres lorsque Ralsei l'avertit du Roaring (Rugissant), un événement cataclysmique qui fera revivre les "Titans" destructeurs si trop de Fontaines Sombres sont créées. Berdly voit également ses erreurs et Noelle est reconnaissante envers Susie d'être venue la sauver, montrant le désir de devenir son amie ou sa partenaire. Kris et Susie ferment ensuite la nouvelle fontaine sombre, tandis que Queen et ses partisans déménagent dans la ville du château de Ralsei.
Dans ce chapitre, le boss secret est Spamton, sous sa forme « NEO ». Pour l’activer, il faut réaliser la quête du Hacker au début du chapitre. Après avoir combattu Spamton une première fois, on le retrouve dans sa boutique, où il faut acheter la KEYGEN. Alors que l’on retrouve ensuite le Hacker dans le chateau de Queen, s’en suit une expédition dans les geôles du château, et après y avoir récupéré le CD vide, avoir remis ce dernier à Spamton et l’avoir replacé là où on l’avait originellement trouvé, le combat se lance. Le thème de la liberté est encore très important étant donné que Spamton rêve d’être un grand et de pouvoir voler, le leitmotif de la liberté étant d’ailleurs présent dans le thème de combat BIG SHOT.
Kris et Susie retournent dans le monde réel, où ils/elles convainquent Noelle et Berdly que leur aventure n'était qu'un rêve. Susie propose de raccompagner Kris à la maison, où Toriel invite Susie. Cependant, au cours de la soirée, Kris arrache son ÂME et utilise son couteau pour couper les pneus de l'automobile de Toriel. Après cela, Toriel suggère une soirée pyjama, cette dernière trouvant les alentours trop dangereux pour laisser Susie rentrer seule. Kris et Susie s'endorment en regardant la télévision, et, pendant la nuit, Kris se réveille et arrache à nouveau son ÂME. Il/elle utilise ensuite son couteau pour ouvrir une fontaine noire, provoquant la formation d'un Dark World dans le salon.

#### Route Snowgrave / Weird
Kris, Susie et Ralsei doivent combattre Berdly afin de se rapprocher de la fontaine sombre. Peu de temps après l'avoir vaincu, ils se séparent en trouvant un carrefour, l'équipe décide de se séparer, laissant Kris seul(e). Après quelque temps, Kris trouve Noelle se cachant de Queen, qui elle-même se cache ensuite de Berdly. Kris oblige alors Noelle à geler tous les Darkners présents dans les zones dans lesquelles ils sont et la manipule pour parvenir à ses fins. Kris va alors forcer Noelle à obtenir un anneau de congélation, achetable, mais trop cher pour le joueur, en tuant le vendeur qui la vend. De ce fait, Noelle va finalement en venir à geler tous les monstres pour récupérer un anneau d'épines, vendu par Spamton, dans le seul but de devenir NEO. Cela va permettre à Noelle de geler Berdly en utilisant le sort nommé "Snowgrave" (qui a donné son nom à l'un des noms de la route). Celle-ci va alors partir sans Kris vers le château par le biais d'égouts.
Kris suit donc Noelle et retrouve Susie et Ralsei au pas du château de Queen. Kris, Susie et Ralsei rentrent donc dans le château de Queen, sous le contrôle de Spamton NEO, qui a profité de l'absence de garde causé par Noelle (qui ont été gelés) pour en prendre possession.
Susie, Ralsei et Kris s'arrêtent alors devant la porte de Noelle. Susie y entre alors pour vérifier si Noelle va bien et en ressort, après un long moment, paniquée et dit à Kris qu'elle lui racontera ce qu'il s'est passé plus tard.
Berdly n'étant pas trouvé par Queen, et Noelle n'étant pas en état, Kris, Susie et Ralsei ne combattent pas Queen. Grâce à l'absence de Noelle, Ralsei eut le temps de comprendre pourquoi elle faisait tout cela et de l'avertir du Roaring (Rugissant), un événement cataclysmique qui fera revivre les "Titans" destructeurs si trop de Fontaines Sombres sont créées, permettant de passer le combat contre Queen.
Après cela, Susie va voir Noelle dans sa chambre pendant que Ralsei parler à Queen, demandant à Kris d'aller sceller la fontaine. Mais juste avant de le faire, Spamton NEO apparait, voulant lui faire payer sa trahison en le tuant pour avoir essayé de sceller la fontaine à la "meilleure partie". Après que la barre de vie de Spamton NEO passe en dessous de 15 %, Celui-ci finit par augmenter considérablement sa défense (aux dépens de son attaque), le rendant invincible. Kris va alors demander de l'aide à Noelle, qui va finalement geler Spamton NEO et permettre à Kris de sceller la fontaine.
Kris et Susie retournent dans le monde réel, où ils/elles convainquent Noelle que leur aventure n'était qu'un rêve, laissant Berdly inconscient, dont Noelle se moque en disant qu'il a probablement beaucoup trop travaillé. Susie propose de raccompagner Kris à la maison, où Toriel invite Susie. Cependant, au cours de la soirée, Kris arrache son ÂME et utilise son couteau pour couper les pneus de l'automobile de Toriel. Après cela, Toriel suggère une soirée pyjama, cette dernière trouvant les alentours trop dangereux pour laisser Susie rentrer seule. Kris et Susie s'endorment en regardant la télévision, et, pendant la nuit, Kris se réveille et arrache à nouveau son ÂME. Il/elle utilise ensuite son couteau pour ouvrir une fontaine noire, provoquant la formation d'un Dark World dans le salon.

### Chapitre 3 - Nuit tardive (Late Night)
Kris et Susie se réveillent dans un nouveau Dark World, cette fois situé dans une version altérée du salon de Toriel. En rejoignant Ralsei, ce dernier leur révèle une vérité troublante : les Dark Worlds ne sont que des illusions, et leurs habitants, les Darkners, ne sont en réalité que des objets inanimés transformés par l'obscurité.
Leur conversation est interrompue par Tenna, une personnification télévisuelle de la télévision de Toriel, qui se présente comme un animateur de jeux télévisés. Il oblige le trio à participer à une série d’épreuves présentées sous forme de mini-jeux. Au fil des épreuves, ils finissent par découvrir que Toriel a été faite prisonnière, enfermée dans une immense capsule-jouet par Tenna.
Lorsque le groupe exige qu’il mette fin à ces jeux pour pouvoir sceller la Fontaine sombre et ramener Toriel dans le monde de la Lumière, Tenna refuse. Il révèle alors ses motivations : il s’est senti abandonné depuis que la famille Dreemurr s’est détournée de la télévision, en partie à cause de l’hospitalisation du père de Noelle, du divorce de Toriel et Asgore, et du départ d’Asriel à l’université. Il affirme également qu’une mystérieuse figure, le Chevalier (déjà évoquée par Queen dans le chapitre précédent), lui a promis une nouvelle importance à condition qu’il garde la Fontaine ouverte.
Après un affrontement final présenté comme le "dernier défi du jeu", Ralsei et Susie parviennent à calmer Tenna en lui rappelant les moments heureux qu’il a offerts à la famille Dreemurr. Mais leur répit est de courte durée : le Chevalier surgit, attaque Tenna, et tente également d’enlever Toriel.
Le groupe combat le Chevalier, mais ce n’est qu’avec l’intervention d’Undyne - officier de police à Hometown - qu’ils parviennent à repousser l’agresseur et s’échapper vers le monde réel, la Fontaine restant toutefois ouverte. Kris et Susie suivent Undyne et le Chevalier jusqu’à un ancien bunker verrouillé, désormais envahi par les Ténèbres. La porte se referme avant qu’ils/elles ne puissent entrer, mais Susie découvre un digicode caché en frappant contre la porte. Elle décide alors de retourner secourir Toriel, suggérant à Kris de l’accompagner. Le chapitre se termine alors que la porte du bunker s’ouvre mystérieusement alors que Kris est seul(e) devant elle.

### Chapitre 4 - Prophétie (Prophecy)
Après que les héros aient refermé la Fontaine du salon et réparé Tenna, Toriel invite Susie et Kris à l’accompagner à l’église. Là-bas, Susie et Kris recueillent des témoignages sur le bunker, qui les amènent à penser que Carol Holiday, la maire de la ville et mère de Noelle, pourrait détenir des informations utiles. Ils/elles persuadent Noelle de les inviter chez elle sous prétexte de faire leurs devoirs.
En fouillant la maison, Kris entre dans l’ancienne chambre de December, la sœur disparue de Noelle, où il/elle découvre une guitare contenant un mot renfermant le code d’un cadenas. Cependant, juste avant que le joueur puisse lire le message, Kris arrache son âme, interrompant la lecture. Le joueur prend alors le contrôle de l’âme et infiltre les conduits de ventilation, qui semblent d'ailleurs plutôt suspects d'après Susie, où il surprend Kris en pleine conversation téléphonique avec un interlocuteur inconnu. Ce dernier lui ordonne d’empêcher Susie de découvrir la note dans la guitare. Susie parvient malgré tout à mettre la main sur la guitare, après une course poursuite de l'âme contre Kris dans le placard. Kris prévient l'interlocuteur inconnu du téléphone, qui annonce sa venue dans la maison. Pendant que Kris regarde du haut du pallier de la maison des Holiday, Susie joue de la guitare à Noelle, mais, est interrompue par Asgore qui entre dans la maison pour manger un snack, annonçant que Carol, la mère de Noelle, arrive. Noelle, paniquée, n'eut pas le temps de dire à Susie de se cacher, et Carol entre dans sa maison, arrache la guitare des mains de Susie, la chassant de la maison avant qu’elle ne puisse lire le message à l'intérieur de la guitare. Elle ordonne à sa fille de la suivre dans la cuisine pour y avoir une sorte de discussion.
De retour à l’extérieur, Kris et Susie trouvent la porte de la maison verrouillée. Lorsqu’ils/elles reviennent à l’église pour chercher Toriel, ils/elles découvrent qu’une nouvelle Fontaine a été ouverte à l’intérieur. Le monde qui s’y trouve semble illustrer la prophétie des Fontaines sombres dont Ralsei avait parlé.
Dans cet univers, le groupe se fait avant tout séparer par le Knight, pour ensuite se retrouver et rencontre un vieux monstre "old man", qui aide Susie à retrouver confiance en elle. Ensemble, ils réussissent à sceller la Fontaine, mais découvrent que le Monde des Ténèbres ne s’étendait que dans le vestibule : une autre Fontaine semble exister derrière une porte verrouillée dans la nef. Susie réalise que le vieux monstre est en réalité un Darkner issu des poussières de Gerson, père décédé du prêtre local. Espérant que son esprit pourra les aider à ouvrir la porte, elle crée une nouvelle Fontaine à partir d’objets lui appartenant. Toutefois, cette incarnation de Gerson se montre hostile, et attaque Kris et Susie. Ils/elles sont finalement secourus par Ralsei.
Le groupe parvient à ouvrir la porte et affronte le Chevalier dans le monde obscur qui s’y trouve. Celui-ci crée une nouvelle Fontaine qui se transforme en Titan, un messager du cataclysme prophétisé : le Rugissement (Roaring). Après un combat difficile, le groupe parvient à le vaincre avec l’aide inattendue de Gerson. Susie part à sa rencontre, mais découvre une fresque représentant un passage crucial de la prophétie que Ralsei cherchait à dissimuler. La fin de la prophétie. Avant que le joueur ne puisse l’observer, Susie la détruit. Le groupe scelle la dernière Fontaine et retourne à la maison. Le soir venu, dans sa chambre, Kris reçoit un mystérieux appel lui murmurant : "N’oublie pas." ("Don't forget.")

### Route alternative
Une route alternative peut être déclenchée dès le Chapitre 2, généralement appelée Snowgrave route ou Weird route , et désignée dans les fichiers internes sous le nom de "Weird" ou "B Side". Le joueur peut y contraindre Noelle à utiliser sa magie pour geler les ennemis.
À mesure que cette influence grandit, Noelle devient de plus en plus troublée, surtout après avoir été forcée de geler Berdly. Épuisée, elle abandonne l’expédition de Queen. Ralsei, inquiet, prévient Queen à l’avance du danger que représente le Rugissement, ce qui empêche le combat final. Pendant que Kris s’apprête à sceller la Fontaine seul, Spamton, qui a pris le contrôle du manoir et s’est amélioré en l’absence de Queen, tente de l’arrêter. Noelle intervient alors et le congèle avant que Kris ne ferme la Fontaine.
De retour dans le monde réel, Berdly est retrouvé inconscient, et Noelle se demande si les événements vécus étaient vraiment un rêve. Pourtant, la scène finale est identique à celle de la route classique : Kris ouvre une nouvelle Fontaine.

Dans le Chapitre 4, si cette route a été suivie, une scène exclusive se déclenche lorsque Kris découvre la guitare de December. Après avoir arraché son âme, Noelle l'interrompt et lui demande s’ils/elles peuvent parler. En contrôlant l’âme dans les conduits, le joueur surprend une conversation entre Noelle et Kris. Une fois dans la chambre, le joueur reprend le contrôle de Kris, qui convainc Noelle d’enfiler une bague qu’elle portait dans le Monde des Ténèbres, confirmant que les événements passés étaient bien réels. À la fin du chapitre, Carol annonce à Kris qu'elle l'attendra au festival de demain.

## Système de jeu
Similairement à Undertale, Deltarune est un jeu de rôle en vue de dessus. Le joueur contrôle un humain nommé Kris et doit remplir des objectifs afin de progresser dans l'histoire. Il explore principalement un monde souterrain rempli de monstres plus ou moins amicaux. Lorsque poussé au combat, il a le choix de défaire le monstre attaquant ou se lier d'amitié avec lui, la fuite étant impossible.
En dehors des combats, le joueur peut déplacer son personnage au sein de tableaux prédéfinis et séparés en cases. Il peut alors interagir avec son environnement, en étudiant des objets spécifiques pouvant parfois être ramassés, parler à des autres personnages ou se faire attaquer par un ennemi.
Lorsque le joueur touche un ennemi, il entre en mode combat, où le parti allié est placé à gauche tandis que le parti ennemi se place à droite. Il a alors accès à plusieurs actions, comme attaquer, agir, utiliser un objet, épargner ou se défendre. Le jeu encourage vivement le joueur à épargner autant que possible ses ennemis, lui donnant même la possibilité de l'avertir en cas d'attaque imminente d'un allié.
Au moment de l'attaque d'un ennemi, le joueur dirige un cœur rouge, représentant l'âme des personnages, et doit éviter les attaques ennemies à la manière d'un « manic shooter ». Ces phases de défense, combinées à l'action-même de se défendre, permet de remplir une barre « TP » (Tension Points pour « points de tension »), qui sert d'unité de magie donnant accès à plusieurs actions spécifiques qui vont la consommer plus ou moins. Ces actions peuvent être tout aussi bien offensives que défensives.

## Développement
Le jeu est développé par Toby Fox sous le logiciel GameMaker Studio 2. Selon son créateur, l'idée de Deltarune date de 2011, le développement ayant été entamé dès l'année suivante avant d'être rapidement abandonné, tandis qu'une partie des musiques composées est par la suite réutilisée dans la version finale d’Undertale, qui est son premier jeu développé. C'est par ailleurs à la suite du succès de la campagne de financement participatif de ce dernier sur le site Kickstarter que Fox décide de relancer le développement du jeu, qui combine cette fois des éléments des deux jeux, bien qu'il ne soit cette fois prévu qu'une seule fin possible.
Le développeur précise que le premier chapitre, auquel il se réfère comme étant une démo, a mis plusieurs années à être développé. Il ajoute par ailleurs qu'il ne sera probablement pas capable de créer l'intégralité du jeu par lui-même, du fait de nombreuses complications, et annonce dans la foulée son intention de constituer une équipe de développement dédiée,.

## Sortie
Dans un premier temps annoncé sous la forme d'un teasing le 30 octobre 2018, suggérant l'arrivée de quelque chose « destiné à ceux qui ont terminé Undertale »,, le premier chapitre de Deltarune est mis en ligne le lendemain à l'occasion d'Halloween sous la forme d'un téléchargement gratuit pour Microsoft Windows et macOS.
À cette date, du fait des nombreuses incertitudes concernant le développement futur du jeu, aucune estimation quant à une éventuelle date de sortie, que ce soit d'une version complète ou d'un deuxième chapitre, n'est donnée, bien que la version finale du jeu soit prévue pour comprendre l'intégralité des chapitres sous forme payante, à un prix indéterminé. La possibilité d'un portage du jeu sur d'autres plates-formes est dans un premier temps également incertaine. Cependant, des portages du premier chapitre sur la Nintendo Switch et la PlayStation 4 sont par la suite annoncés et sortis le 28 février 2019,.
La bande-son originale du premier chapitre est par ailleurs publiée sur Bandcamp le 1er novembre 2018,.
Lors d'un événement célébrant les six ans du jeu Undertale le 15 septembre 2021, le deuxième chapitre est sorti le 17 septembre.
En décembre 2024, Toby Fox annonce que les chapitres 3 et 4 sortiront en 2025.
Le 2 avril 2025, la date de sortie des chapitres 3 et 4 est révélée dans le premier Nintendo Direct de la Nintendo Switch 2. Ceux-ci sortiront simultanément le 5 juin 2025, date de sortie de la Nintendo Switch 2.

## Accueil
Du fait de la popularité du jeu Undertale et de son développeur, la sortie du premier chapitre est rapidement partagée par la presse vidéoludique.
En raison du style graphique similaire et de la reprise de plusieurs personnages d’Undertale, le jeu est dans un premier temps cru comme étant une suite, ou au moins une préquelle directe de celui-ci. Le développeur Toby Fox précise cependant rapidement que l'univers de Deltarune est différent de ce dernier, les personnages repris ayant des histoires largement différentes de l'original,.
Plusieurs aspects régulièrement notés dans son prédécesseur spirituel le sont également dans Deltarune, notamment la qualité des musiques et des environnements, ainsi que l'humour largement présent ou encore l'aspect visuel « volontairement sommaire » et la narration qui « se joue en permanence des conventions ». Il est cependant reproché au premier chapitre son manque relatif d'ambition ainsi que sa morale « un peu convenue » selon William Audureau du Monde.
Angelo M. D'Argenio de GamerCrates note quant à lui l'amélioration du système de combat par rapport à Undertale, notamment la mise en œuvre de plusieurs membres d'équipes lors des combats et d'actions spéciales employant une partie d'entre eux, à la manière du jeu Chrono Trigger.